# 태풍 아이다 (1945년)

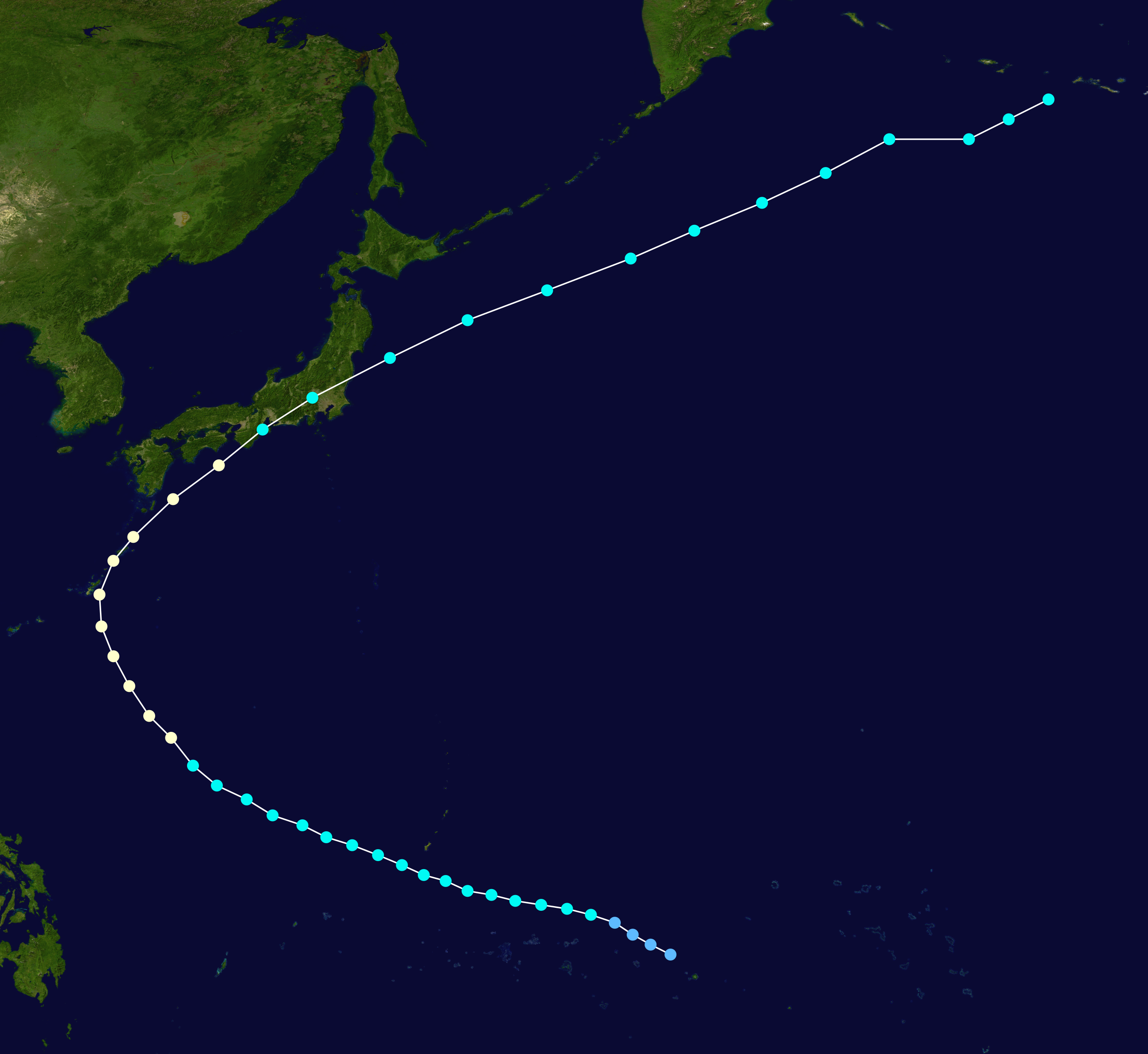
마쿠라자키 태풍의 경로

마쿠라자키 태풍(일본어: 枕崎台風. 미국명 태풍 아이다(Ida))은 1945년(쇼와 20년) 9월 17일 14시 경, 가고시마현 가와나베 군 마쿠라자키 촌(현재 가고시마 현 마쿠라자키시) 근처에 상륙해 일본을 종단한 태풍이다.

## 개요
무로토 태풍(1934년), 이세 만 태풍(1959년 태풍 베라)과 함께 쇼와 시대 삼대 태풍으로 꼽힌다. 피해자는 사망 2,473 명, 실종 1,283 명, 부상 2,452명이다. 2차 대전 종전 직후여서 기상 정보가 적었고, 방재 체제도 허술했기 때문에 각지에서 큰 피해가 발생했다. 특히 히로시마현에서는 사망과 실종을 합쳐 2,000명을 넘어서는 등 피해가 막대했다.

## 관측

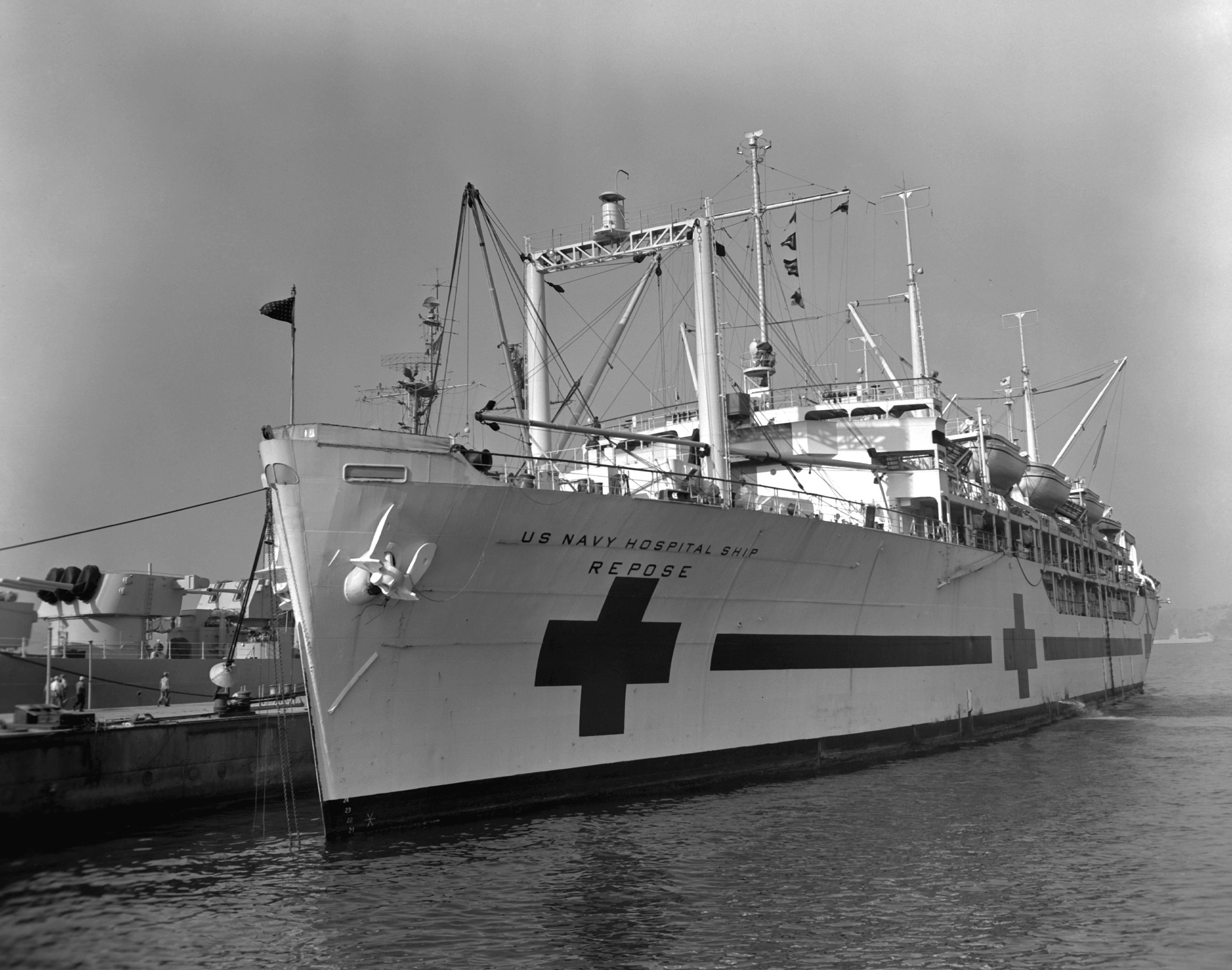
태풍을 관측한 미국 병원선 리포즈 호

태풍 상륙 시에 관측된 최저 해면 기압은 마쿠라자키 시의 916.1 hPa이지만, 1951년 공식 통계 작성 이전 값으로 참고 참고 기록으로 최급된다. 당초의 관측치는 916.6 hPa이었지만, 측정 용기 차이에 의한 -0.3의 보정에, 당시 기압계의 높이 오류 때문에 -0.2의 보정이 더해져 916.1 hPa이 공식 기록이다.
마쿠라자키 기상청에서는 최대 풍속 40.0 m/s, 최대 순간 풍속 62.7 m/s를 기록하였고, 미야자키현의 호소시마 등대에서는 최대 풍속 51.3 m/s, 최대 순간 풍속 75.5 m/s를 기록했다.
태풍이 통과한 것으로 알려진 오키나와섬에서는 전쟁에 의한 관측 중단으로 1945년의 기압이나 풍속 자료가 남아있지 않지만, 미국의 병원선 리포즈가 오키나와섬 동남쪽 해상에서 마쿠라자키 태풍의 눈에 들어가 최저 기압 865 hPa을 관측했다고 한다. 당시 리포즈 호 신문에는 풍속 150 노트, 기압 25.55 수은주 인치를 기록했다는 기술이 있다. 최저 해면 기압의 공식 기록은 1979년 태풍 팁이 기록한 870 hPa이다.